# Guillaume Berggren

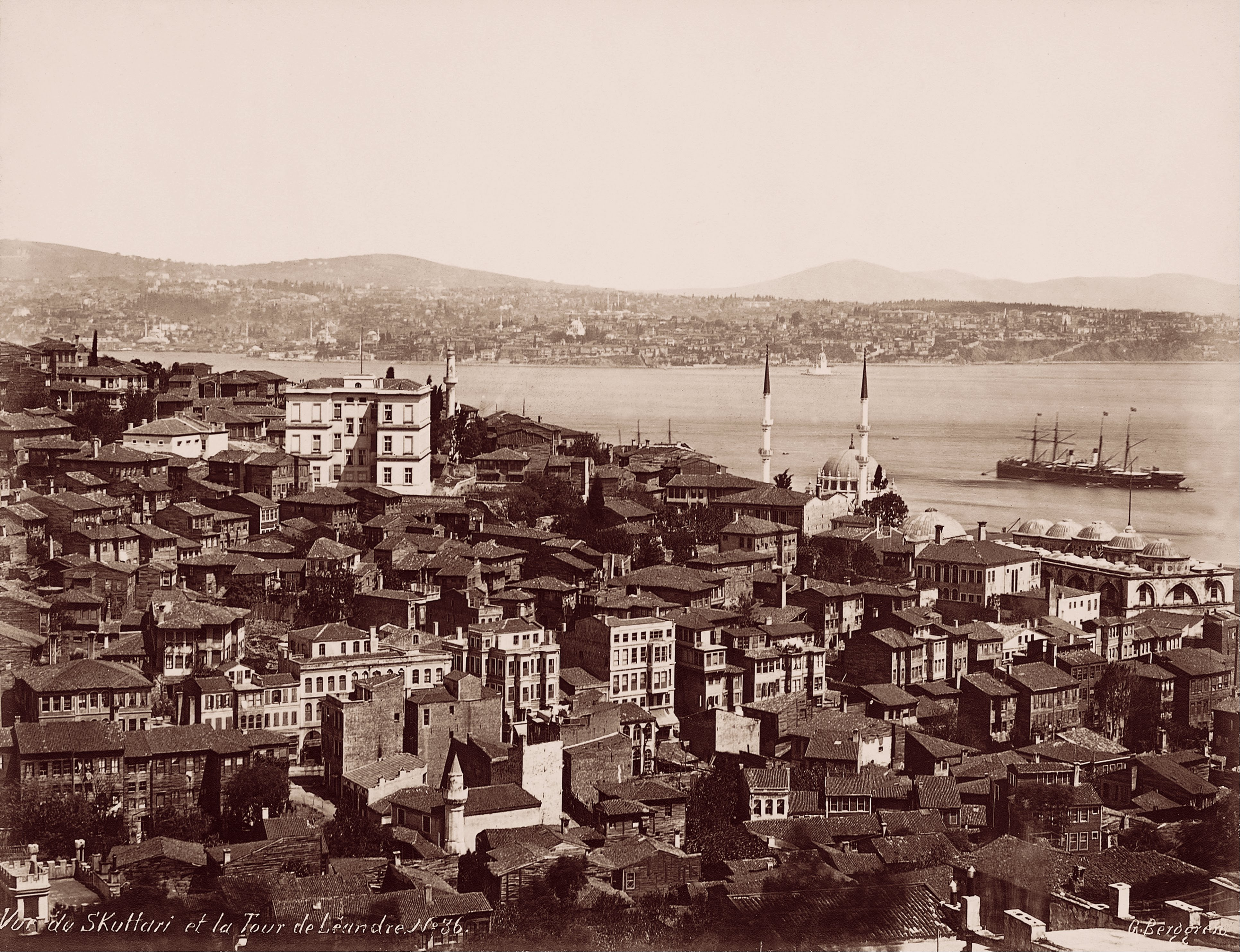
Boğazkesen, Tophane, foto av Berggren.

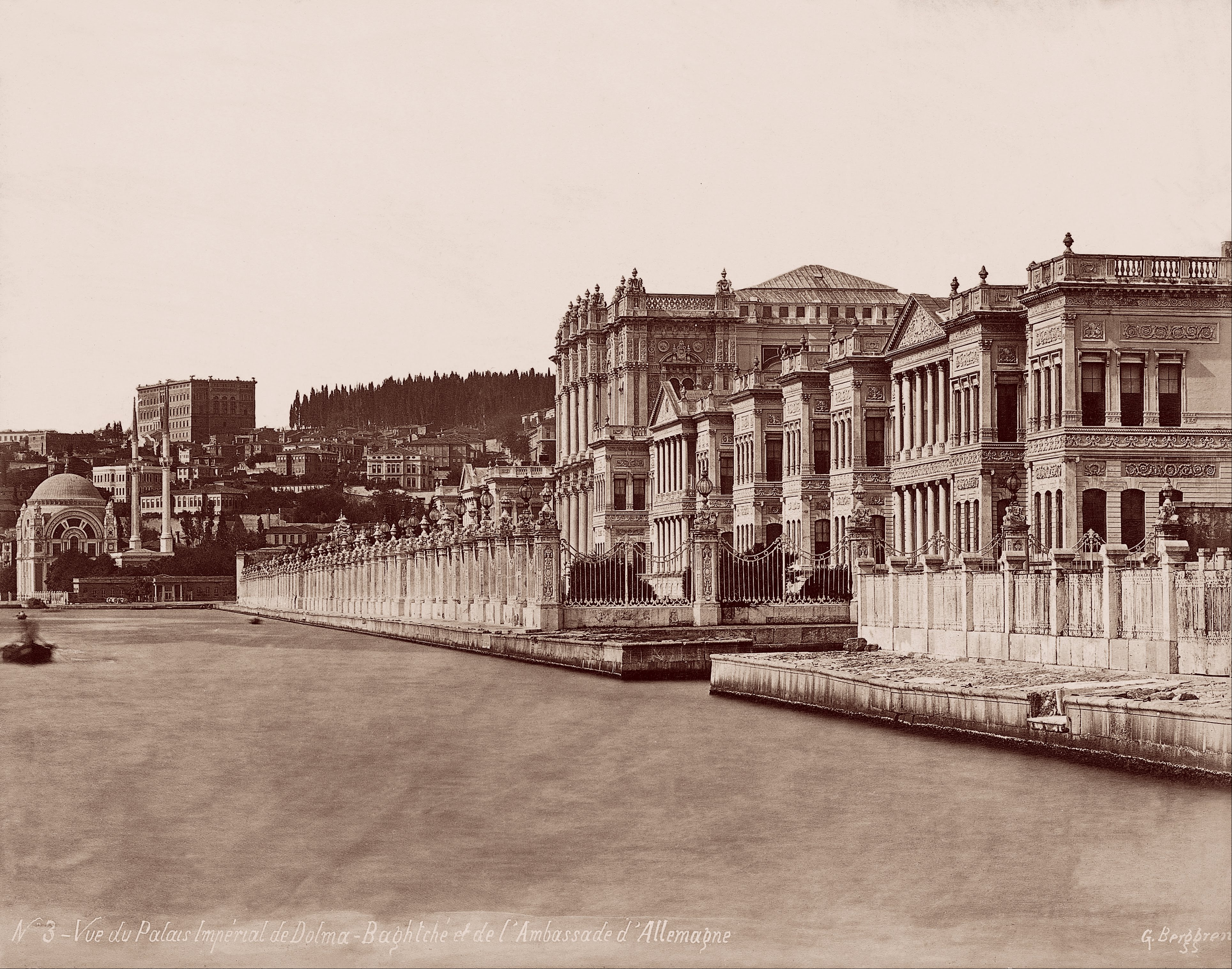
Dolmabahçepalatset och tyska ambassaden i Konstantinopel, foto av Berggren.

Pehr Vilhelm Berggren, känd som Guillaume Berggren, född den 20 mars 1835 i Stockholm, död 1920 i Konstantinopel, var en svensk fotograf verksam i Konstantinopel.
Efter att ha lämnat föräldrahemmet på dåvarande Stakens gränd 10 började han som lärpojke hos en snickarmästare. Några år senare anställdes han som gesäll hos mästaren Carl Knut Edberg. Med rekommendation från denne tog Berggren ut ett pass utan tidsbegränsning och påbörjade en gesällresa.
Tjugo år gammal reste Berggren genom Europa. I Berlin ärvde han en fotoateljé av en kvinnlig fotograf som han blivit bekant med och där utbildade han sig dessutom till fotograf. Han reste vidare till Dresden, Ljubljana, Bukarest och Odessa, och kom 1866 till Konstantinopel med båt från Odessa. I Konstantinopel kom han att bli kvar till sin död. Han förfranskade sitt förnamn och skaffade sig en fotoateljé, kallad "Lilla Sverige". Ateljén låg först på huvudgatan 414, Grand Rue de Pera. Efter sekelskiftet flyttade Berggren sin ateljé till 9, Asmali Medjid.
Berggren åkte tillbaka till Sverige under en kort period 1883 men återvände snart till Konstantinopel i sällskap med systerdottern Hilda Ullin. Tanken var att hon skulle stanna en månad, men i slutändan stannade hon i Konstantinopel med sin morbror fram till hans död och några år därefter. Tillsammans skötte de fotoateljén som också fungerade som butik. Där såldes fotografier tagna från hans expeditioner i staden med omnejd samt porträtt tagna i ateljén.
Vykortshandeln var sedan mitten av 1800-talet på uppgång och Berggren gav sig in i den lukrativa branschen med fotografier av såväl landskap som människor och stadsmiljöer. Hans ateljé var mycket populär och besöktes bland annat av flera svenska resenärer, såsom Anders och Emma Zorn, Oscar II och Sven Hedin.
Makarna Zorns vistelse i ateljén kan man läsa om i Claes Adolf Adelskölds autobiografiska anteckningar:
"Julafton på förmiddagen beslutade Zorn och vi att leka turkar och gingo för detta ändamål till en svensk fotograf, herr Berggren, etablerad i Konstantinopel, för att fotografera oss i grupp, utstyrda som infödingar. Gruppen, arrangerad af Zorn, föreställde en gammal spjufver till slafhandlare (det var jag), Emma Zorn var slafvinna, på hvilken två liebhabrar, Zorn och Axel, spekulerade. Och att de sökte öfverbjuda hvarandra var visst inte undra på, när man såg den bedårande odalisken."
Emellertid gick handeln allt sämre i takt med att turisterna köpte egna kameror och Berggren hade svårt att tjäna pengar. För att få finanserna att gå ihop tvingades han till sist sälja sina glasnegativ till trädgårdsmästare som byggde växthus av glasen. Tyska ambassaden i Konstantinopel köpte dock en stor del av negativen 1916.
Guillaume Berggren finns representerad vid bland annat Moderna museet.